# Ulrich V de Wurtemberg

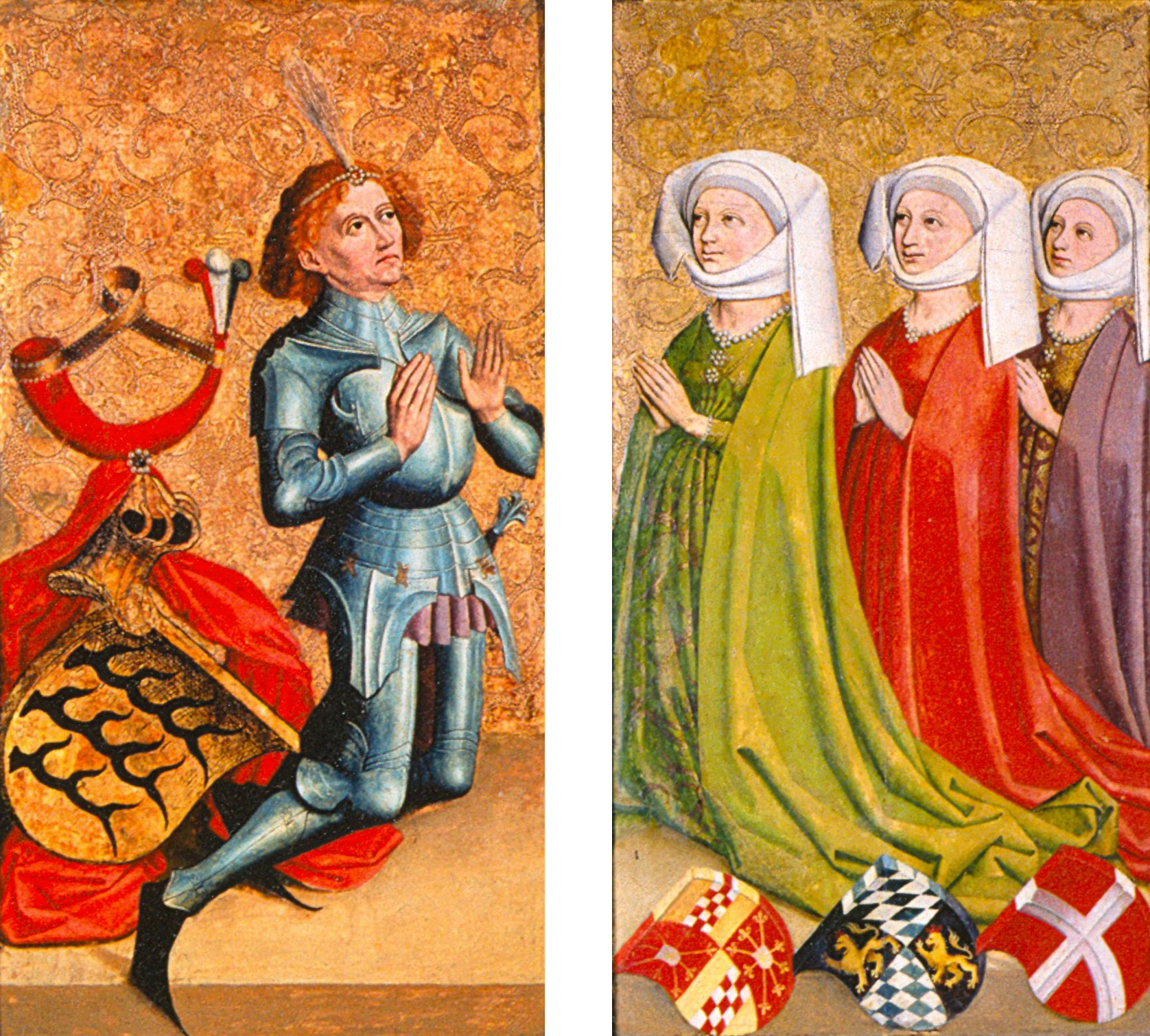
Ulrich V de Wurtemberg et ses trois épouses : Marguerite de Clèves, Élisabeth de Bavière-Landshut et Marguerite de Savoie.

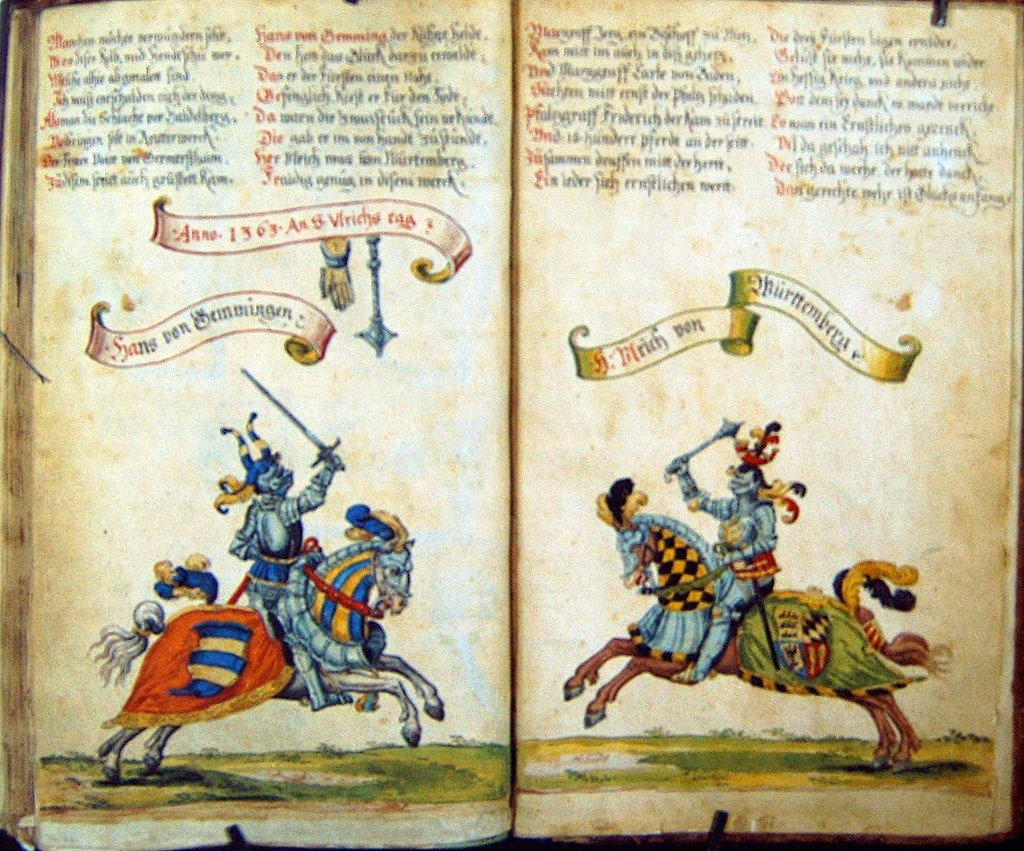
Duel d'Ulrich avec Hans von Gemmingen l’issue de la bataille de Seckenheim (l'année indiquée est erronée) ; Livre des tournois de von Gemmingen

Pour les articles homonymes, voir Ulrich de Wurtemberg.
Ulrich V dit le « Bien-Aimé » est né en 1413, décédé le 1er septembre 1480 à Leonberg. Il fut comte de Wurtemberg avec son frère Louis IV de Wurtemberg de 1433 à 1442, puis comte de Wurtemberg-Stuttgart de 1442 à 1480.

## Biographie
Il était fils d'Eberhard IV de Wurtemberg et Henriette d'Orbe-Montfaucon, comtesse de Montbéliard.

## Descendance
Ulrich V de Wurtemberg épousa le 29 janvier 1441 Marguerite de Clèves (1416-1444), (fille du duc Adolphe Ier de Clèves) (Maison de Clèves). Ils eurent un enfant :
- Catherine de Wurtemberg (1441-1497). Elle entra dans les ordres

Veuf, Ulrich V de Wurtemberg épousa le 8 février 1445 Élisabeth de Bavière (1419-1451), (fille d'Henri IV de Bavière-Landshut) (Maison de Wittelsbach). Ils eurent quatre enfants :
- Marguerite de Wurtemberg (1442-1479), décédée à Worms-Hochheim au Monastère de Liebenau.
- Eberhard VI de Wurtemberg (1447-1504), comte de Montbéliard, comte puis duc de Wurtemberg et d'Urach.
- Henri de Wurtemberg, (1448-1519), comte de Montbéliard de 1473 à 1482. Atteint d'aliénation mentale il fut interné jusqu'à la fin de son existence.
- Élisabeth de Wurtemberg (1450-1501), en 1469 elle épousa le comte Frédéric II von Henneberg (Maison Henneberg)

De nouveau veuf, Ulrich V de Wurtemberg épousa 11 novembre 1453 Marguerite de Savoie (1416-1479), fille d'Amédée VIII de Savoie (elle aussi deux fois veuve). Ils eurent trois enfants, dont :
- Marguerite de Wurtemberg (morte en 1470, alors qu'elle venait d'épouser le comte Jacques II von Horn).
- Hélène de Wurtemberg (morte en 1506). En 1476 elle épousa le comte Kraft VI de Hohenlohe.

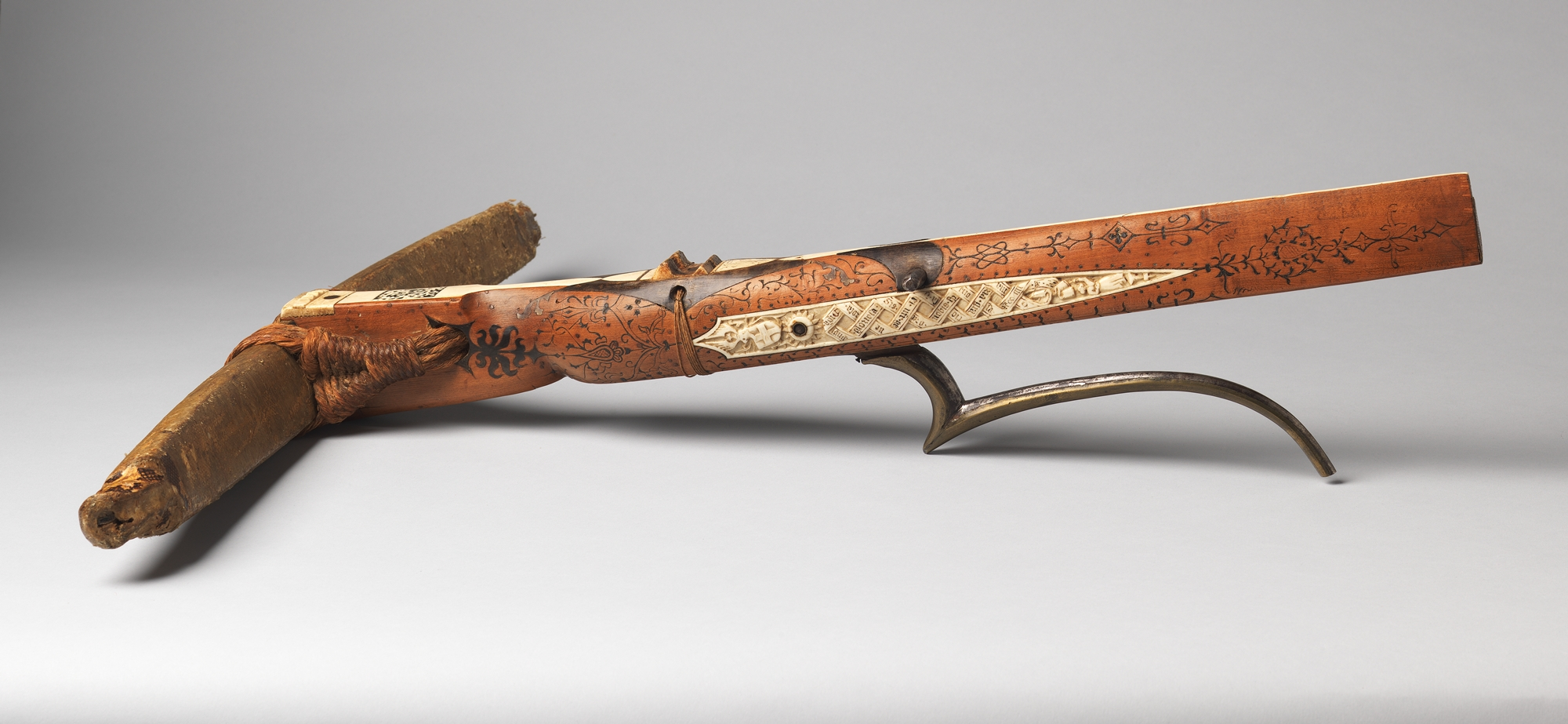
L'arbalète appartenant à Ulrich V.

Ulrich V est l'ascendant agnatique (direct de mâle en mâle) de Charles de Wurtemberg, chef de la maison de Wurtemberg de 1975 à sa mort en 2022, et, évidemment de son petit-fils et successeur Wilhelm de Wurtemberg, né en 1994.